# Frankfurter Wirtschaftswissenschaftliche Gesellschaft
Die Frankfurter Wirtschaftswissenschaftliche Gesellschaft (fwwg) ist eine Alumni-Organisation des Fachbereichs Wirtschaftswissenschaften der Goethe-Universität in Frankfurt am Main.
Sie hatte 2018 über 1600 Mitglieder. Gegründet 1988, war sie die erste Alumni-Organisation eines Fachbereichs Wirtschaftswissenschaften einer deutschen Universität und zählt heute zu den mitgliederstärksten Gruppen ihrer Art. Sie befindet sich an der Schnittstelle zwischen Studenten, Ehemaligen, Unternehmen sowie dem Fachbereich und bietet so den unterschiedlichen Akteuren eine gemeinsame Plattform zum Austausch und gegenseitigen Nutzen.

## Zweck
Wie in der Satzung genannt, ist es der Zweck der fwwg, den Fachbereich Wirtschaftswissenschaften zu unterstützen, insbesondere durch die Herstellung des Austausches mit ehemaligen Angehörigen und ehemaligen Studenten sowie durch die Förderung der Kontakte zwischen Fachbereich und Praxis. Die fwwg sieht sich als Verbindung zwischen Fakultät und Praxis bzw. als Katalysator zwischen Lehre und Tätigkeit.

## Geschichte
Die Gründung erfolgte 1988. Eine Gruppe Studenten sah im Zusammenspiel mit gesinnungsgleichen Professoren einen hohen Bedarf für eine Alumni-Gesellschaft. Vorbild waren dabei Ehemaligen-Netzwerke im englischsprachigen Raum, über die die Alumni den Kontakt zueinander und zur Alma Mater aufrechterhalten. Nach einem Jahr verzeichnete man 300 Mitglieder, gegenwärtig sind es über 1600. Zunehmend gelingt es, international namhafte Unternehmen als strategische Partner zu gewinnen.

## Organisation
Organe des Vereins (e. V.) sind die Mitgliederversammlung, der Vorstand sowie der Beirat. Die Erledigung der laufenden Arbeiten sowie deren Steuerung erfolgt über eine Geschäftsstelle.
Oberstes Organ der fwwg ist – entsprechend Vereinsrecht und üblicher Handhabung – die Mitgliederversammlung. Die Leitung der fwwg obliegt dem Vorstand. Die generelle Abstimmung der Aktivitäten sowie Vorgehensweisen erfolgt mit dem Beirat innerhalb der Beiratssitzung, in der ferner fallweise die Einbeziehung der Beiräte in laufende Arbeiten abgestimmt wird.
Aufgaben, Struktur sowie Abläufe sind grundlegend in der Satzung festgehalten, zu der als wichtigem Bestandteil die Beitragsordnung gehört.

## Mitgliederstruktur
Aktuell zählt die fwwg 1600 Mitglieder, davon 1200 Alumni und 400 Junioren. Bei den Alumni handelt es sich hauptsächlich um ehemalige Absolventen der wirtschaftswissenschaftlichen Fakultät an der Goethe-Universität Frankfurt, aber auch um Lehrende und Mitarbeiter oder Freunde der fwwg aus anderen Bereichen. Die Junioren sind Studenten.
Gerade in den letzten Jahren ist – als Ergebnis der Aktivitäten im studentischen Bereich – eine wesentlich stärkere Zunahme bei den Junioren zu beobachten.

## Veröffentlichungen
Der rer. pol. – das Magazin der Frankfurter Wirtschaftswissenschaftlichen Gesellschaft – erscheint seit Vereinsgründung 1988. Alle Ausgaben sind vollständig in der Deutschen Nationalbibliothek einsehbar. Durch einen Newsletter wird ständig über laufende Aktion und Veranstaltungen informiert.
In einem im Jahre 2015 herausgekommenen Buch Goethe war gut wird durch zahlreiche Beiträge die Entstehung sowie Entwicklung der Frankfurter Wirtschaftswissenschaftlichen Gesellschaft dargestellt.

## Aktivitäten

### Veranstaltungen
Die fwwg wartet mit einer Vielfalt an Veranstaltungen auf, die dazu dienen, den Verbindung zwischen Fachbereich und Alumni zu verbessern, den Bekanntheitsgrad der fwwg zu erhöhen, sowie Selbständigkeit und Fähigkeiten der Studenten während der Studienzeit und der späteren Praxis zu fördern. Hervorzuheben sind hier die unter dem Motto Best Practice angebotenen Möglichkeiten, mit IT-Methoden sowie den so genannten Soft Skills vertraut zu werden.
In der Reihe AlumnInsights werden Führungen in Unternehmen und Medien der Rhein-Main-Region angeboten. Bei der der Akademischen Feier ehrt der Verein die Gewinner des Förderpreis. Außerdem bietet die Gesellschaft Formate an, wie Junioren-Get-Together, Filme der Wirtschaft, KulturGenuss, Made in Frankfurt, einen jährlichen Oktoberfestbesuch und das Sommerfest. Im Jahr 2018 feiert die fwwg ihr 30-jähriges Jubiläum.

### Mentoring-Programm
Mit dem Mentoring-Programm möchte die fwwg Studenten für ihre spätere berufliche Tätigkeit wappnen. Partner aus der Wirtschaft unterstützen das Programm fachlich und finanziell. Die Treffen finden häufig in Verbindung mit anderen Veranstaltungen statt.

### Förderpreis
Die fwwg vergibt Förderpreise Nach einer mehrjährigen Pause wurde der Preis in den letzten Jahren wieder ausgeschrieben. Die fwwg ruft dazu in zwei Förderlinien – Bachelor und Master – die Professoren der Fakultät auf, ihre besten Studenten aus den Seminaren zu nennen. Ausgesucht werden sechs Arbeiten, die vor einer sachverständigen Jury und einem qualifizierten Publikum zum Vortrag kommen und mit Geld- und Sachpreisen ausgezeichnet werden.